# Hedgewars
Hedgewars – darmowa gra o otwartym kodzie źródłowym wzorowana na serii gier Worms. Hedgewars dostępny jest na systemy Linux, Microsoft Windows, OS X, iOS i Android.
Sama rozgrywka jest bardzo zbliżona do gier z serii Worms, widoczną różnicą jest zamiana robaków na jeże. To gra strategiczno-zręcznościowa, z widokiem z boku, gdzie w trakcie tury wykonuje się ruch jeżem, na zmianę z przeciwnikiem. Celem gry jest dowodzenie jeżami tak, by zlikwidować drużynę przeciwnika – w tym celu stosowane są rozmaite bronie, takie jak wyrzutnie rakiet, granaty, strzelby itp.